# Liste der Kraftwerke in München
Auf dieser Seite sind Kraftwerke aufgelistet, die im Stadtgebiet München oder direkt an der Stadtgrenze liegen oder lagen. Sie enthält sowohl reine Stromkraftwerke, die lediglich der Stromerzeugung dienen, als auch Heizkraftwerke, die neben der Stromerzeugung auch Wärme für die Warmwasserversorgung, Raumbeheizung und industrielle Prozesse erzeugen.

## Bestehende Kraftwerke
| Name                                  | Betreiber                             | Lage                    | Typ                                                     | Primärenergie                                    | Engpass- leistung | Regelarbeits- vermögen | Anmerkungen                                                        | Bild           |
| ------------------------------------- | ------------------------------------- | ----------------------- | ------------------------------------------------------- | ------------------------------------------------ | ----------------- | ---------------------- | ------------------------------------------------------------------ | -------------- |
| Kraftwerk Bäckermühle                 | Privat (Günter Tremmel)               | Untergiesing (Standort) | Laufwasserkraftwerk                                     | Auer Mühlbach                                    | 150 kW            |                        | 1987–1988 anstelle einer Mühle errichtet                           | weitere Bilder |
| Blockheizkraftwerk Joseph-Haas-Weg    | Stadtwerke München                    | Pasing (Standort)       | Heizkraftwerk                                           | Erdgas                                           | 26 kW             |                        |                                                                    |                |
| Blockheizkraftwerk Westbad            | Stadtwerke München                    | Pasing (Standort)       | Heizkraftwerk                                           | Erdgas                                           | 1,94 MW           |                        |                                                                    |                |
| Heizkraftwerk Freimann                | Stadtwerke München                    | Schwabing (Standort)    | Heizkraftwerk                                           | Erdgas                                           | 160 MW            |                        |                                                                    |                |
| Heizkraftwerk Nord                    | Stadtwerke München                    | Unterföhring (Standort) | Heizkraftwerk                                           | Erdgas, Restmüll                                 | 360 MW            |                        | Liegt nicht in München, sondern in Unterföhring.                   | weitere Bilder |
| Heizkraftwerk Süd                     | Stadtwerke München                    | Sendling (Standort)     | Heizkraftwerk                                           | Erdgas, leichtes Heizöl                          | 698 MW            |                        |                                                                    | weitere Bilder |
| Isarwerk 1                            | Stadtwerke München                    | Thalkirchen (Standort)  | Laufwasserkraftwerk                                     | Isar-Werkkanal                                   | 2,4 MW            |                        | 1906–08 errichtet                                                  | weitere Bilder |
| Isarwerk 2                            | Stadtwerke München                    | Sendling (Standort)     | Laufwasserkraftwerk                                     | Isar-Werkkanal                                   | 2,5 MW            |                        | 1921–23 errichtet                                                  | weitere Bilder |
| Isarwerk 3                            | Stadtwerke München                    | Isarvorstadt (Standort) | Laufwasserkraftwerk                                     | Großer Stadtbach                                 | 3,3 MW            |                        | 1921–23 errichtet                                                  | weitere Bilder |
| Kraemer’sche Kunstmühle               | Kraemer’sche Kunstmühle GmbH & Co. KG | Untergiesing (Standort) | Laufwasserkraftwerk                                     | Auer Mühlbach                                    | 130 kW            |                        |                                                                    | weitere Bilder |
| Lodenfrey-Kraftwerk                   | Lodenfrey-Park                        | Schwabing               | Laufwasserkraftwerk, Walkmühle kombiniert mit PV-Anlage | Schwabinger Bach                                 | ?                 |                        | Erstinbetriebnahme 1870                                            |                |
| Maximilianswerk                       | Stadtwerke München                    | Haidhausen (Standort)   | Laufwasserkraftwerk                                     | Auer Mühlbach                                    | 410 kW            |                        |                                                                    | weitere Bilder |
| Muffatwerk                            |                                       | Haidhausen (Standort)   | Laufwasserkraftwerk                                     | Auer Mühlbach                                    |                   |                        |                                                                    | weitere Bilder |
| Praterkraftwerk                       | Stadtwerke München                    | Lehel (Standort)        | Laufwasserkraftwerk                                     | Isar                                             | 2,5 MW            | 10,5 GWh/a             | 2009–2010 errichtet, Kaplan-Rohrturbine                            | weitere Bilder |
| Stadtbachstufe                        | Stadtwerke München                    | Isarvorstadt (Standort) | Laufwasserkraftwerk                                     | Großer Stadtbach                                 | 50 kW             | 0,43 GWh/a             | 2006 beim Isarwerk 3 errichtet, mit Wasserkraftschnecke            | weitere Bilder |
| Stauwehr Oberföhring                  | E.ON                                  | Oberföhring (Standort)  | Laufwasserkraftwerk                                     | Isar                                             | 650 kW            |                        | 2008 unterhalb des Stauwehrs in Betrieb genommen                   | weitere Bilder |
| Tivoli-Kraftwerk                      | [unicredit über tivoli ag]            | Schwabing (Standort)    | Laufwasserkraftwerk                                     | Eisbach                                          | 900 kW            |                        |                                                                    | weitere Bilder |
| Trockenfermentationsanlage München    | Abfallwirtschaftsbetrieb München      | Freimann (Standort)     | Heizkraftwerk                                           | Biogas                                           | 570 kW            |                        | produziert Biogas und Kompost durch Trockenvergärung von Bioabfall |                |
| Kleinwasserkraftanlage am Biederstein | privat                                | Schwabing (Standort)    | Laufwasserkraftwerk                                     | Nymphenburg-Biedersteiner Kanal / Schwarze Lacke | 40 kW             |                        | 2009 errichtet, mit Wasserkraftschnecke                            | weitere Bilder |
| Wasserkraftwerk St.-Anna-Gymnasium    | St.-Anna-Gymnasium                    | Lehel (Standort)        | Laufwasserkraftwerk                                     | Stadtsägmühlbach                                 | 20 kW             |                        | 2010 errichtet, mit Wasserrad                                      |                |
| Windkraftanlage Fröttmaning           | Stadtwerke München                    | Fröttmaning (Standort)  | Windkraftanlage                                         | Wind                                             | 1,5 MW            |                        | auf der ehemaligen Mülldeponie Fröttmaninger Berg errichtet        | weitere Bilder |
| Windkraftanlage Freimann              | Stadtwerke München                    | Freimann (Standort)     | Windkraftanlage                                         | Wind                                             | 3,5 MW            |                        | auf der ehemaligen Mülldeponie Deponie Nord-West errichtet         | weitere Bilder |

## Ehemalige Kraftwerke
| Name                           | Betreiber          | Lage                               | Typ           | Primärenergie | Engpass- leistung | Regelarbeits- vermögen | Anmerkungen                               | Bild                           |
| ------------------------------ | ------------------ | ---------------------------------- | ------------- | ------------- | ----------------- | ---------------------- | ----------------------------------------- | ------------------------------ |
| Aubinger Heizkraftwerk         |                    | Aubing (Standort)                  | Heizkraftwerk |               |                   |                        | Baudenkmal                                | weitere Bilder                 |
| Heizkraftwerk München-Sendling |                    | Obersendling (Standort)            | Heizkraftwerk |               |                   |                        | Baudenkmal                                | Heizkraftwerk München-Sendling |
| Heizkraftwerk Theresienstraße  | Stadtwerke München | Maxvorstadt (Standort)             | Heizkraftwerk | Kohle, Heizöl |                   |                        | heute nur noch Heizwerk                   |                                |
| Heizkraftwerk Müllerstraße     | Stadtwerke München | Isarvorstadt (ehemaliger Standort) | Heizkraftwerk | Kohle, Heizöl |                   |                        | umgebaut ab 2011 zum Wohnobjekt The Seven |                                |